# Claudio Corti (alpinista)
Claudio Corti (Olginate, 18 giugno 1928 – Olginate, 3 febbraio 2010) è stato un alpinista italiano.
Divenne famoso per il suo tentativo di salire nel 1957 la via aperta nel 1938 sulla parete nord dell'Eiger, durante il quale la sua cordata si disperse e venne organizzata un'operazione di salvataggio di massa. Corti venne salvato ma non il suo compagno, Stefano Longhi.

## Scalata dell'Eiger e tentativo di salvataggio
La cordata tedesca di Gunther Nothdurft e Franz Meyer, che incontrò la cordata italiana sulla parete, raggiunse con successo la vetta ma morì durante la discesa.
Corti, che trascorse più di una settimana sulla parete, divenne obiettivo di una grande quantità di polemiche. Portato sulla cima prossimo al collasso, non poté produrre una versione coerente di ciò che accadde sulla parete, e questo, insieme a una campagna di stampa sensazionalista e alle opinioni espresse da Heinrich Harrer nel suo libro Il ragno bianco pubblicato nel 1959, creò un'atmosfera di profondo sospetto intorno a lui. Egli venne completamente scagionato quando i corpi dei tedeschi morti vennero trovati sul lato opposto della montagna, ma le polemiche proseguirono.
L'operazione di soccorso è conosciuta come una delle più grandi di tutti i tempi, attraversò le frontiere internazionali e coinvolse numerosi uomini. Le guide locali svizzere ricevettero moltissime critiche per non aver risposto. Tuttavia, è sempre stata loro prassi il non prestare soccorso sulla parete Nord, perché si pensava troppo pericoloso salire da quella parte e che un salvataggio avrebbe arrischiato la vita degli stessi soccorritori.
Jack Olsen indagò riguardo al salvataggio e intervistò Corti nel 1960, usando la sua ricerca come base per il libro Arrampicarsi all'inferno.
Nel 2008 lo scrittore italiano Giorgio Spreafico ha pubblicato un libro sulla tragedia dell'Eiger 1957, Il prigioniero dell'Eiger, il libro contiene una lunga intervista con Claudio Corti, e una dettagliata ricostruzione storica degli eventi che ne riabilita la figura sotto il piano della correttezza alpinistica.

## Altre scalate
La polemica sull'Eiger ha in qualche modo messo in ombra il resto della carriera alpinistica di Corti. Corti scalò assiduamente sulle Alpi, diventando la prima persona ad aprire due nuove vie sul Pizzo Badile e concludendo le prime ripetizioni di nuove vie appena aperte da altri.
Pur non raggiungendo la vetta, ha avuto un ruolo importante sul successo della spedizione 1973-1974 dei Ragni di Lecco per scalare la parete ovest del Cerro Torre, una salita considerata la prima vera ascesa alla torre patagonica.